# Câinele din Baskerville (film din 1959)
Câinele din Baskerville (în engleză The Hound of the Baskervilles) este un film de mister horror gotic britanic din 1959, regizat de Terence Fisher și produs de Hammer Film Productions. El este inspirat din romanul omonim din 1902 al lui Sir Arthur Conan Doyle. Rolurile principale sunt interpretate de Peter Cushing (Sherlock Holmes), Christopher Lee (Sir Henry Baskerville) și André Morell (dr. Watson). Este prima adaptare cinematografică color a romanului.
Filmul a fost bine primit de critici pentru calitatea interpretărilor și pentru atmosfera creată. Interpretarea lui Sherlock Holmes de către Peter Cushing este considerată una dintre cele mai bune reprezentări cinematografice ale detectivului, alături de interpretările realizate de Basil Rathbone și Jeremy Brett, în timp ce ecranizarea lui Terence Fisher este apreciată ca unul dintre cele mai bune filme în care apare cunoscutul detectiv.

## Rezumat
Dr. Richard Mortimer povestește detectivului Sherlock Holmes și dr. Watson cazul straniu al morții în urma unui atac de cord a prietenului său, Sir Charles Baskerville, în regiunea mlăștinoasă Dartmoor. Medicul rural consideră că bunul său prieten fusese speriat de moarte de spiritul unui „câine al iadului”, care-l ucisese cu câteva secole mai înainte, potrivit legendei, pe strămoșul său, diabolicul Sir Hugo, după ce acesta răpise și ucisese pe fata unui fermier. Mortimer se teme, de asemenea, pentru viața lui Sir Henry, care abia sosise din Africa de Sud pentru a intra în posesia moștenirii sale: moșia Baskerville Hall.
Deși sceptici, Holmes și Watson acceptă să se întâlnească cu Sir Henry, care pare a fi un tânăr îndrăzneț, dar suferă, la fel ca și predecesorul său, de o boală cardiacă congenitală. O serie de incidente ciudate îl conving curând pe Sherlock Holmes că viața lui Sir Henry este într-adevăr în pericol și, fiind ocupat cu rezolvarea unui caz anterior, decide să-l trimită pe prietenul său, Watson, în regiunea Dartmoor, împreună cu Mortimer și cu Sir Henry. Înainte de despărțire, Holmes îl avertizează pe Watson să nu-l lase pe Sir Henry să meargă în mlaștinile din apropiere după căderea întunericului.
Pe drumul spre Baskerville Hall, cei trei sunt anunțați de vizitiul Perkins că un condamnat pe nume Selden (Michael Mulcaster) a evadat din închisoarea Dartmoor, aflată în apropiere, și s-ar ascunde în zona mlaștinilor; Selden a fost acuzat de uciderea unor prostituate și condamnat la închisoare pe viață după ce fusese declarat nebun. Ajuns la Baskerville Hall, Sir Henry este familiarizat cu noua sa locuință de majordomul Barrymore și de soția acestuia. Pe pereții casei sunt expuse portretele stăpânilor anteriori ai moșiei, printre care și infamul Sir Hugo. Totuși, un al doilea portret al lui Sir Hugo lipsește, iar soții Barrymore nu sunt capabili să ofere nicio explicație.
A doua zi, Sir Henry este vizitat de păstorul spiritual al localității, episcopul Frankland, care este și un entomolog pasionat, iar dr. Watson merge la oficiul poștal din satul Grimpen pentru a primi instrucțiuni de la Holmes. În timp ce traversează zona mlaștinilor, Watson se rătăcește și cade într-o groapă care este cât pe ce să-l înghită. Două persoane îi vin în ajutor, un bărbat pe nume Stapleton și fiica sa, Cecile, o fată frumoasă și cam sălbatică care îl cucerește ulterior pe Sir Henry.
Într-o noapte, Watson vede o lumină în mijlocul mlaștinilor și iese afară, împreună cu Sir Henry, pentru a cerceta împrejurimile. Un om ciudat se strecoară în umbră, apoi se aude un urlet îndepărtat, supărându-l atât de mult pe Sir Henry încât suferă o criză cardiacă. Watson observă silueta unui om pe un deal aflat în depărtare, în timp ce îl ajută pe Sir Henry să se întoarcă la Baskerville Hall. În curând, Watson descoperă că silueta era a lui Holmes, care sosise pe ascuns pentru a cerceta mai liber și se adăpostise în ruinele vechii abații.
Mergând împreună în ziua următoare, Holmes și Watson găsesc cadavrul mutilat al condamnatului Selden, ucis în zona mlaștinilor de o fiară necunoscută, în timp ce purta hainele aparținând lui Sir Henry, și legendarul pumnal curbat folosit de Sir Hugo. Acest indiciu îi expun pe soții Barrymore, care mărturisesc că ei l-au ajutat pe evadat, care era ruda lor, furnizându-i hrană și alte provizii de fiecare dată când el semnala cu o lumină din ascunzătoarea sa. Cu toate acestea, Holmes are dovezi că nici soții Barrymore și nici Selden nu au vreo legătură cu moartea lui Sir Charles, așa că el continuă să caute indicii care să confirme existența câinelui misterios și identitatea stăpânilor săi.
După ce scapă cu viață dintr-o mină de cupru abandonată (despre care credea că ar fi vizuina câinelui uriaș) și datorită portretului furat al lui Sir Hugo, Holmes reușește să-și dea seama cine sunt ucigașii și de ce au făcut-o: membrii familiei Stapleton sunt descendenți ilegitimi ai lui Sir Hugo și sunt următorii la rând pentru moștenirea averii și conacului Baskerville, dacă toți membrii familiei Baskerville vor pieri. Holmes a dedus acest lucru după ce l-a întrebat pe Barrymore ce conține portretul care lipsește; portretul a fost furat pentru că dezvăluia că degetele de la mâna dreaptă a lui Sir Hugo erau reticulare la fel ca degetele lui Stapleton. Cecile îl aduce pe Sir Henry în același loc în care, potrivit legendei, câinele fantomă îl ucisese pe Sir Hugo. Holmes și Watson ajung la timp pentru a o auzi pe Cecile mărturisindu-și intențiile unui Sir Henry îngrozit, iar imediat apare un câine înspăimântător care îl atacă pe Sir Henry. Stapleton, care era stăpânul câinelui, încearcă să-l împiedice pe Watson să intervină și este rănit. În acest timp Holmes împușcă câinele, care se întoarce spre Stapleton și îl mușcă până îl ucide. Martoră a acestor întâmplări, Cecile fuge după ce Holmes ucide fiara, care se dovedește a fi în realitate un dog german căruia i se pusese o mască hidoasă pentru a-l face să pară mai fioros. Fata cade accidental în mlaștină, unde se îneacă fără a putea fi ajutată. Holmes și Watson îl duc pe rănitul Sir Henry înapoi la Baskerville Hall.

## Distribuție
- Peter Cushing — detectivul Sherlock Holmes[4][17]
- André Morell — doctorul Watson, prietenul și asociatul lui Holmes[4][17]
- Christopher Lee — Sir Henry Baskerville, noul stăpân al moșiei Baskerville Hall[4][17]
- Marla Landi — Cecile Stapleton, fiica lui Stapleton[4][17]
- David Oxley — Sir Hugo Baskerville, strămoșul lui Sir Henry[4]
- Francis de Wolff — dr. Richard Mortimer, medicul satului Grimpen[4][17]
- Miles Malleson — episcopul Basil Frankland, preotul local[4][17]
- Ewen Solon — Stapleton, vecinul moșiei Baskerville Hall[4][17]
- John Le Mesurier — majordomul Barrymore[4]
- Helen Goss — dna Barrymore, soția majordomului[18][19]
- Sam Kydd — vizitiul Perkins[18][19]
- Michael Mulcaster — evadatul Selden, ruda soților Barrymore[18][19]
- Michael Hawkins — lordul Caphill[18][19]
- David Birks — slujitorul lui Sir Hugo[18][19]
- Judi Moyens — fata slujitorului lui Sir Hugo[18][19]

## Producție

### Scenariul filmului
Scenariul filmului este destul de fidel romanului original al lui Sir Arthur Conan Doyle, dar conține totuși unele modificări semnificative față de textul cărții, printre care:

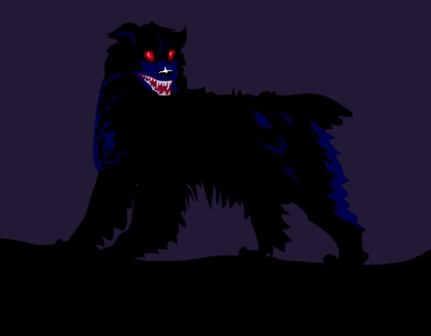
Fantomaticul câine negru din folclorul britanic.

- Legenda câinelui și a lui Hugo Baskerville este schimbată semnificativ. Dacă în romanul original tatăl fetei răpite de Sir Hugo Baskerville este plecat de acasă atunci când are loc răpirea,[20] în film tatăl, care este, de asemenea, un slujitor al lui Hugo, este maltratat cu cruzime atunci când își roagă stăpânul să o lase în pace pe fiica sa. Baskerville îl omoară pe tatăl fetei, ținându-l deasupra focului din vatră. În roman, după ce fata fuge, Baskerville o urmărește prin mlaștini și este urmat de trei camarazi care îi găsesc în cele din urmă morți pe Hugo și fată.[21] Ea murise de spaimă și de epuizare, iar Hugo fusese ucis de un câine demonic.[22] În film, Baskerville o urmărește singur prin mlaștini pe fată, împotriva protestelor însoțitorilor săi, iar câinii și calul lui se sperie atunci când se apropie de ruinele abației din deal, dar el descalecă, merge pe jos în căutarea fetei, o găsește și o siluiește cu o furie înainte de a o înjunghia mortal cu un pumnal curbat.[4] În timp ce își contemplează exaltat crima, Hugo este înfiorat de un urlet îndepărtat și este îngrozit atunci când câinele apare și îl mușcă mortal.[4][23]
- Sir Henry sosește de la Toronto în roman,[24] în timp ce în film el ajunge de la Johannesburg.[12] Sir Henry nu are o afecțiune cardiacă minoră în roman, așa cum se întâmplă în film.
- În roman nu este menționat nimic cu privire la un sacrificiu ritual, o tarantulă[16] sau un puț de mină și nici că Sherlock Holmes a fost blocat accidental într-o grotă.[12][15] Nu există în roman nicio tentativă de crimă care să amenințe viața lui Sir Henry la hotel, așa cum apare în acest film.
- În loc să fie fiica lui Stapleton,[4] domnișoara Stapleton este în roman soția lui Stapleton și joacă rolul surorii sale.[25] Ea nu-l urăște pe Sir Henry, așa cum se întâmplă în film, și este un personaj mult mai simpatic atât în roman, cât și în aproape toate celelalte ecranizări ale operei literare. Se numește Beryl (și nu Cecile, precum în film)[4] și participă fără să-și dorească la întâmplările,[26] pe când în film ea este mult mai sinistră. Domnișoara Stapleton supraviețuiește în roman, în timp ce în film ea se îneacă în Grimpen Mire.[16]
- Inspectorul Lestrade, care apare în roman, este omis în film.
- Câinele este făcut în roman să arate „demonic” prin folosirea unei vopsele pe bază de fosfor, în timp ce în film același efect este obținut printr-o mască.[16] Realizatorii filmului au folosit un dog german tigrat.[27]
- Tabloul de lângă scara nu lipsește din roman, întrucât mâna cu pânză de web a lui Stapleton este o creație a realizatorilor. [28]
- În roman, Frankland nu este nici episcop și nici entomolog. Stapleton este un expert cunoscut în domeniul entomologiei[29] și nu Frankland.
- Stapleton nu este mușcat mortal de câine în roman după ce a fost împușcat de Watson,[16] ci pur și simplu dispare și se presupune că s-a înecat în mlaștina Grimpen Mire.[30]
- Dr. Mortimer nu este niciodată însărcinat să vegheze asupra lui Sir Henry în roman; prin urmare, Watson nu este considerat neglijent atunci când Sir Henry se aventurează singur în mlaștini. Mortimer este în roman un doctor „amabil, modest, imprecis” de aproape 30 de ani,[31] în timp ce în film el este mult mai în vârstă și mai antipatic încă de la început.

Producătorii filmului au hotărât să intensifice elementele de groază existente în romanul sursă pentru a se potrivi într-o măsură mai mare stilului horror-centric al filmelor de succes ale companiei Hammer, ceea ce a nemulțumit fundația Conan Doyle Estate. Cu toate acestea, Cushing nu a avut obiecții cu privire la aceste schimbări, întrucât a considerat că ele nu au afectat imaginea lui Sherlock Holmes.

### Dezvoltarea proiectului

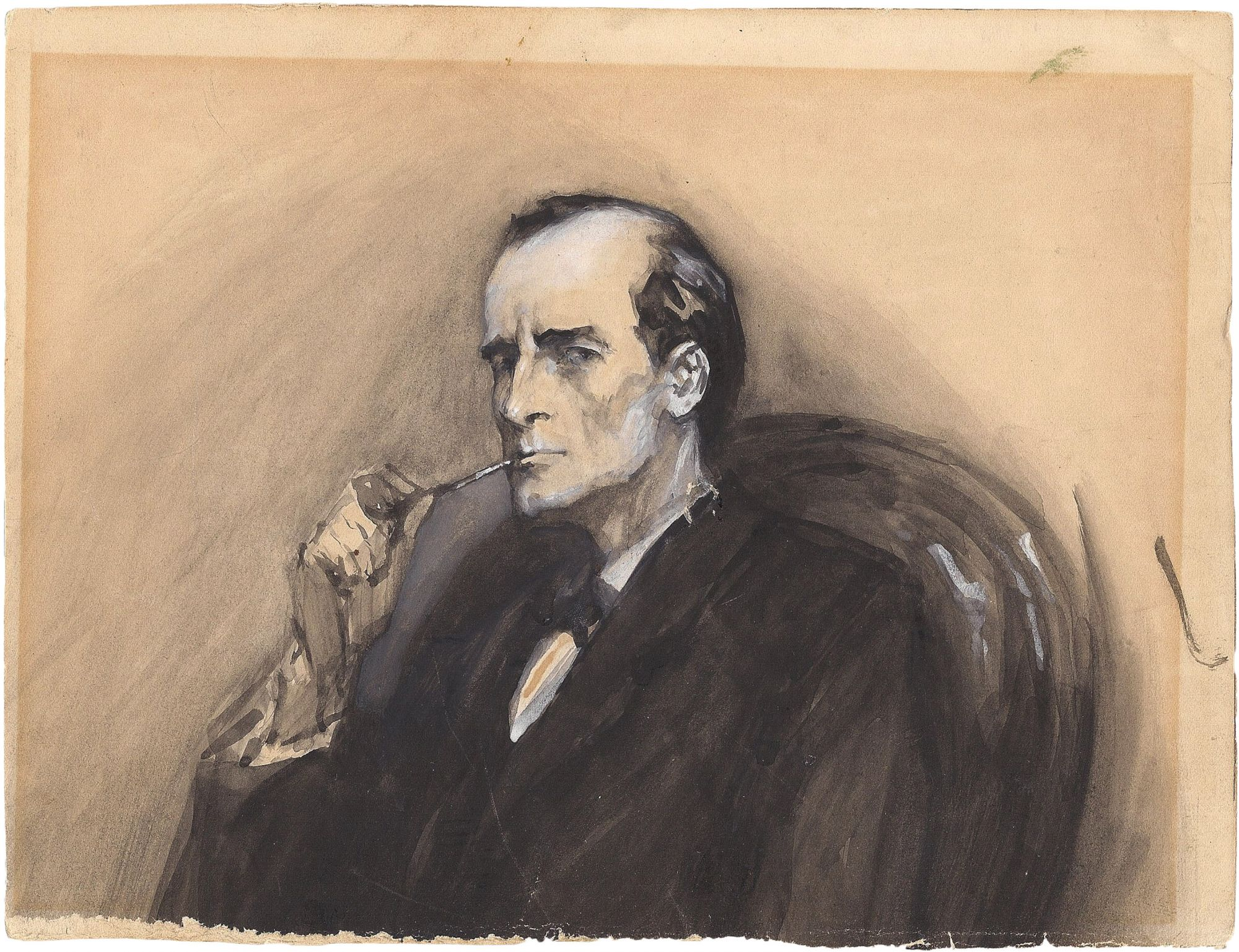
Portretul lui Sherlock Holmes, realizat în 1904 de Sidney Paget

După terminarea producției filmelor Dracula (1958) și The Revenge of Frankenstein (1958), producătorii companiei Hammer și-au îndreptat atenția către un nou subiect horror: producerea primei ecranizări color a romanului Câinele din Baskerville (1902) al lui Sir Arthur Conan Doyle. Sherlock Holmes era, alături de Dracula și de Tarzan, unul dintre cele mai familiare personaje cinematografice, și a apărut până în 1958 în peste 60 de scurtmetraje, filme de cinema și filme de televiziune, începând cu Sherlock Holmes Baffled (1900). În acest timp au fost realizate mai multe adaptări ale Câinelui din Baskerville, începând cu o primă adaptare germană lansată în 1914 și incluzând versiunea cunoscută din 1939 cu Basil Rathbone.
Compania Hammer Film Productions a anunțat presei britanice în martie 1958 că a înlocuit proiectul filmului Dr. Jekyll and Mr. Hyde cu Câinele din Baskerville în programul de producție pentru anul curent. Producătorii au plănuit ca acest film să fie primul dintr-o serie de filme cu Sherlock Holmes, urmărind să repete marele succes obținut de Fisher cu Dracula și cu filmele din seria Frankenstein. Ideea acestei serii a avut-o Kenneth Hyman, fiul producătorului american Eliot Hyman, unul dintre partenerii lui James Carreras, care a achiziționat drepturile de ecranizare a romanului cu intenția de a-l produce singur. Tânărul Hyman nu avea însă experiență ca producător, iar, cu prilejul unei întâlniri la New York, James și Michael Carreras, conducătorii companiei Hammer Films, l-au convins să vină în Marea Britanie pentru a produce filmul. Compania americană United Artists, care mai finanțase anterior alte producții ale companiei Hammer, a acceptat să finanțeze parțial producerea filmului în schimbul obținerii drepturilor de difuzare în străinătate. Alte fonduri au fost obținute printr-un împrumut luat de la National Film Finance Corporation.
Scrierea scenariului a fost încredințată fostului operator de film Peter Bryan, care, după ce fusese rănit într-un accident de mașină, s-a reprofilat ca scenarist și a scris scenariile scurtmetrajelor The Seven Wonders of Ireland (1958) și Ticket to Happiness (1959). El scrisese anterior scenariul serialului de televiziune Tales of Frankenstein (1958), care fusese anulat, și era acum disponibil. Celălalt scenarist avut în vedere, Jimmy Sangster, lucra la scrierea scenariului filmului Jack the Ripper (1959), produs și regizat de Monty Berman și Robert S. Baker.
Intrarea în producție a filmului a avut loc relativ repede: Peter Cushing și Christopher Lee (interpreții lui Sherlock Holmes și, respectiv, Sir Henry Baskerville) au semnat contractele la 1 august, Terence Fisher a acceptat postul de regizor la 7 august, în timp ce André Morell (interpretul dr. Watson) a sosit abia în cursul lunii septembrie, după ce filmările au început. Producătorii au strâns rapid colectivul de producție al celor două filme gotice anterioare: regizorul Terence Fischer, operatorul Jack Asher, scenograful Bernard Robinson și compozitorul James Bernard și au „reciclat” parțial decorurile filmului Dracula, în care au jucat Christopher Lee (Dracula) și Peter Cushing (dr. Van Helsing). Castelul contelui Dracula a fost transformat în conacul Baskerville Hall. Apartamentul lui Sherlock Holmes din Londra, interioarele conacului Baskerville Hall și apartamentul lui Sir Henry de la Hotelul Northumberland au fost construite pe platourile studiourilor Bray.

### Repartizarea rolurilor

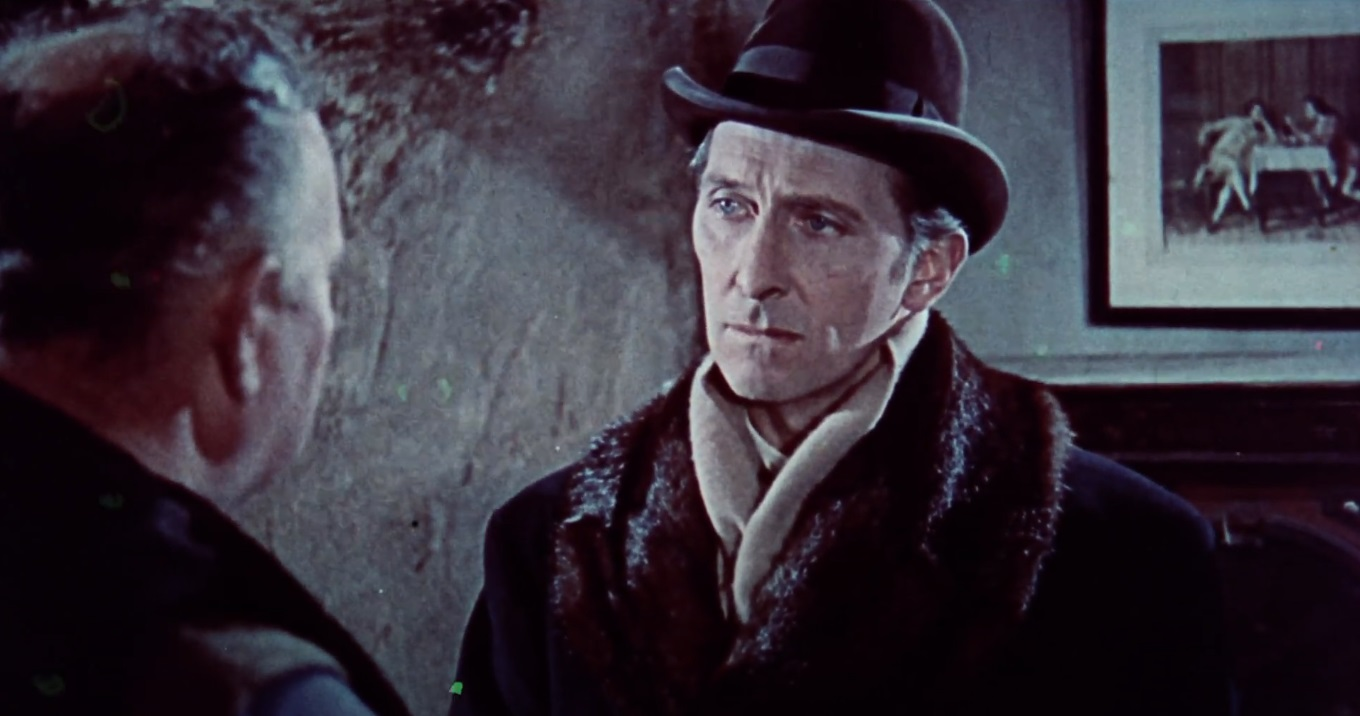
Peter Cushing în rolul dr. Van Helsing din filmul Dracula (1958)

Rolurile principale ale lui Sherlock Holmes și Sir Henry Baskerville au fost atribuite încă de la început actorilor Peter Cushing și Christopher Lee care jucaseră împreună în mai multe filme regizate de Terence Fisher: în filmele din seria Frankenstein Cushing fusese baronul Victor Frankenstein și Lee creatura lui Frankenstein, iar în filmele din seria Dracula Lee fusese vampirul originar din Transilvania și Cushing fusese dr. Van Helsing.
Peter Cushing era un mare fan al lui Sherlock Holmes și a contribuit cu propriile sale cunoștințe la succesul acestui film. El a recitit povestirile, a făcut adnotări detaliate în exemplarul său de scenariu și a căutat să-l reprezinte pe Holmes cât mai aproape de omologul său literar. Actorul a modificat unele replici ale personajului și chiar a introdus unele noi și a solicitat ca personajul să poarte costume asemănătoare cu cele din ilustrațiile lui Sidney Paget. Cu toate acestea, atunci când producătorul Anthony Hinds a sugerat să se renunțe la faimoasa șapcă deerstalker, Peter Cushing s-a opus, afirmând că publicul așteaptă să-l vadă pe Holmes cu șapca în cap și cu pipa în gură. Actrița Marla Landi a fost aleasă pentru rolul lui Cecile Stapleton la intervenția lui Peter Cushing, care o văzuse jucând în filmul Across the Bridge (1957).
David Oxley avea o voce extraordinar de puternică pe care a folosit-o cu mare efect, reușind să o facă să se audă în întreg auditorium-ul fără ajutorul microfoanelor, și a fost considerat cel mai bun interpret (până la acea vreme) al lui Sir Hugo Baskerville. Actorul Michael Hawkins, interpretul lordului Caphill, a debutat în cinematografie cu acest film.

### Filmări

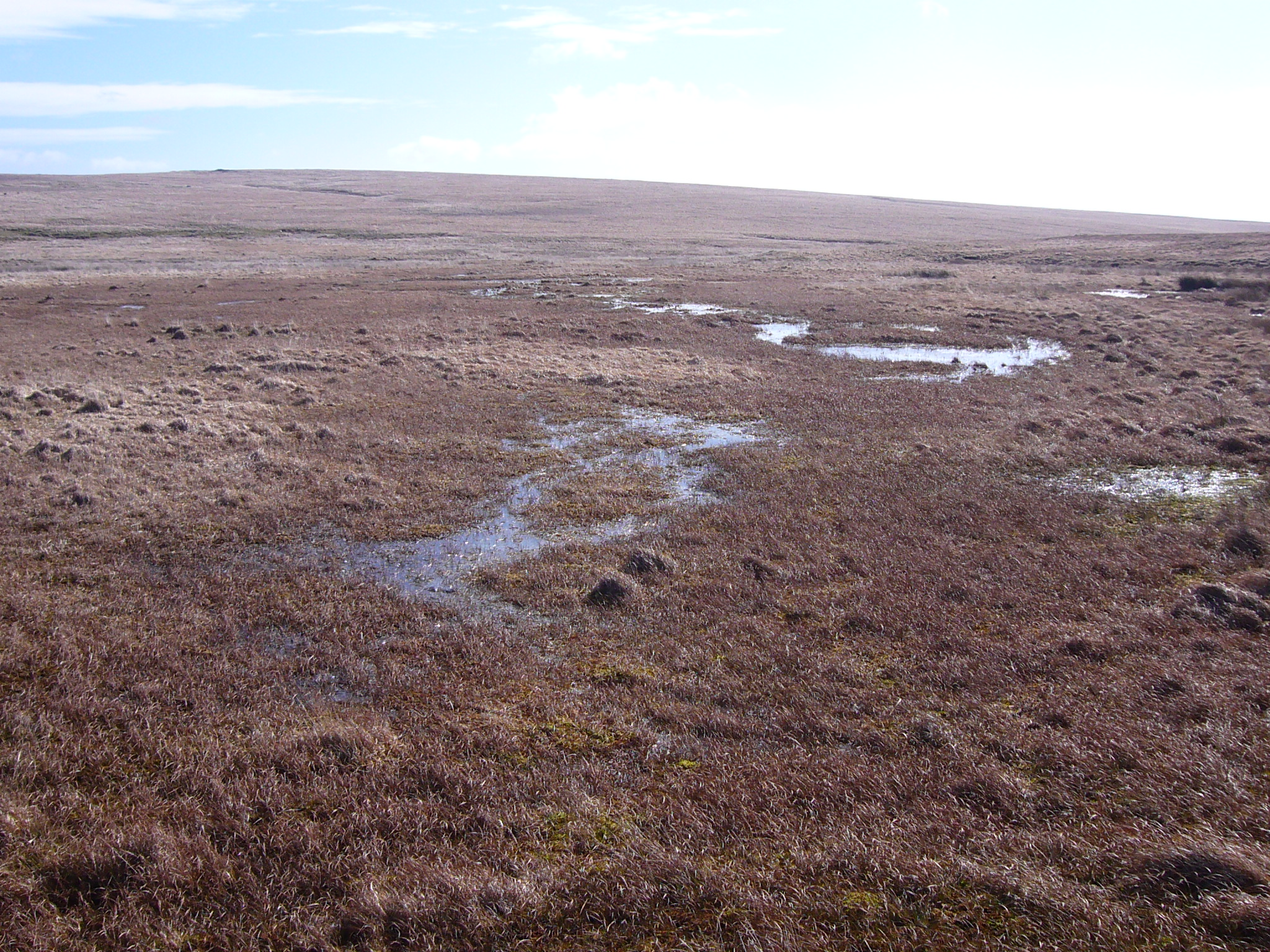
Aune Mire, o mlaștină tipică din Dartmoor

Filmările au avut loc în perioada 8 septembrie – 31 octombrie 1958 pe platourile Bray Studios din Windsor (Berkshire), precum și în rezervațiile naturale Chobham Common și Frensham Ponds (dubluri pentru Dartmoor și Grimpen Mire, care erau situate ambele în comitatul Surrey) și în zona Dartmoor din comitatul Devon (unde au fost filmate panorame ale zonei Dartmoor de către operatorul Ted Catford). Vremea rea a impus separarea în două echipe la 23 octombrie: regizorul a plecat să filmeze scenele de interior pe platourile studioului Bray, în timp ce producătorul Anthony Hinds a rămas pe teren în așteptarea unor condiții mai bune de filmare. Bugetul filmului a fost relativ redus: 78.000 de lire sterline (aproximativ 218.400 de dolari SUA la cursul din 1958). Filmările au avut loc în procedeul Tehnicolor, pentru ecran lat (1,66:1), iar Câinele din Baskerville este primul lungmetraj cu Sherlock Holmes filmat în culori.
În cadrul filmărilor au fost folosiți doi câini din rasa dog german: unul se numea Colonel, iar celălalt aparținea dresoarei Barbara Woodhouse. Ambii câini erau însă destul de blânzi. Atacul câinelui nu a fost însă unul real: corpul masiv al unui câine manechin a fost realizat de Frank Pannicelli, masca a fost creată de Margaret Carter, viitoarea soție a scenografului Bernard Robinson, iar atacul efectiv asupra lui Sir Henry a fost realizat cu ajutorul unui câine manechin a cărui gură a fost manevrată de Syd Pearson din echipa de efecte speciale. Un băiat îmbrăcat în hainele lui Sir Henry a luat locul lui Christopher Lee în acea secvență pentru ca bestia să pară uriașă. Cascadorul Paddy Smith a fost dublura lui Peter Cushing și l-a dublat și pe Christopher Lee în scena cu tarantula, deoarece actorul suferea de arahnofobie. Peter Cushing nu putea suferi gustul tutunului de pipă, așa că avea permanent la el un pahar de lapte pentru a îndepărta acest gust.
Muzica antrenantă a lui James Bernard din momentul culminant al filmului Dracula (1958) a fost folosită, fără știrea compozitorului, în scena de urmărire din filmul Câinele din Baskerville. Durata filmului este de 84 de minute sau de 87 de minute (după alte surse). Hammer a înregistrat dreptul de autor asupra filmului în SUA în iunie 1959 și a reînnoit această înregistrate în martie 1986.
Câțiva ani mai târziu, regizorul Terence Fisher a regizat un nou film cu Sherlock Holmes, intitulat Sherlock Holmes und das Halsband des Todes (1962), în care rolul detectivului a fost interpretat de Christopher Lee. Actorul care l-a interpretat pe Henry Baskerville în acest film l-a interpretat ulterior pe Sherlock Holmes în filmele britanice de televiziune Sherlock Holmes and the Leading Lady (TVM, 1991) și Incident at Victoria Falls (TVM, 1992) și într-un episod al serialului Orson Welles' Great Mysteries (1973), precum și pe fratele său, Mycroft, în filmul american The Private Life of Sherlock Holmes (1970) al lui Billy Wilder.

## Lansare
Câinele din Baskerville a fost vizionat într-un cerc restrâns în 20 martie 1959 la Hammer Theatre de pe Wardour Street din Londra. După o premieră limitată în 28 martie 1959 la Pavilion Theatre din Londra în prezența regizorului și a actorilor Peter Cushing și Christopher Lee, a avut loc o lansare generală la 4 mai 1959. Filmul a fost lansat în Finlanda la 15 mai 1959, iar apoi, la 3 iulie 1959, în Statele Unite ale Americii, Irlanda și Țările de Jos. Până la sfârșitul anului 1959 au mai avut loc lansări în Danemarca (9 noiembrie), în RFG (27 noiembrie), în Franța (23 decembrie) și în Mexic (24 decembrie). Filmul a fost lansat în anii următori și în alte țări precum Republica Democrată Germană (10 iulie 1964). Compania United Artists a fost distribuitorul filmului în Marea Britanie și în Statele Unite ale Americii.
Premiera filmului în România a avut loc în vara anului 1966; filmul a rulat în perioada următoare în unele cinematografe bucureștene precum Luceafărul (august 1966), Excelsior (august 1966), Pacea (august 1966), Moșilor (septembrie 1966), Dacia (septembrie 1966), Lira (septembrie 1966), Munca (septembrie 1966) și Ferentari (septembrie 1966), dar și în unele cinematografe din alte orașe (de exemplu, la Târnăveni, Odorhei, Sibiu, și Târgu Mureș), inclusiv până în mai 1971, și a fost difuzat în premieră de Televiziunea Română în ziua de vineri 7 iulie 1972.
Încasările filmului au fost destul de mici, în ciuda unei campanii promoționale concertate prin care erau oferite premii directorilor de cinema, din cauza faptului că spectatorii au fost nemulțumiți: fanii companiei Hammer Film Productions au considerat că filmul este prea monoton, iar fanii scrierilor lui Arthur Conan Doyle l-au considerat, din contra, prea înspăimântător. Compania producătoare a abandonat astfel ideea unei serii de filme cu Sherlock Holmes, în care Peter Cushing urma să joace rolul celebrului detectiv. Christopher Lee a afirmat ulterior că principala slăbiciune a filmului a fost lipsa de credibilitate a bestiei gigantice, „câinele iadului” care urma să apară în momentul culminant.
Cu toate acestea, în ciuda recenziilor destul de modeste, interpretarea detectivului de către Peter Cushing a fost atât de convingătoare, încât BBC a realizat nouă ani mai târziu un serial de televiziune în 16 episoade, intitulat Sir Arthur Conan Doyle's Sherlock Holmes (1968), în care Peter Cushing l-a interpretat pe Sherlock Holmes, iar Nigel Stock pe dr. Watson. Două episoade ale serialului au ecranizat romanul Câinele din Baskerville. Cushing l-a interpretat din nou pe detectiv în filmul de televiziune The Masks of Death (1984). În anii următori, Cushing a considerat că interpretarea lui Holmes este una dintre cele mai reușite interpretări actoricești ale carierei sale.
Compania americană Metro-Goldwyn-Mayer a lansat Câinele din Baskerville pe DVD în 2002 și 2003.

## Aprecieri critice
Recenziile critice au fost parțial favorabile, filmul fiind lăudat de critici pentru calitatea interpretărilor și pentru atmosfera creată. Astfel, criticii revistei americane Variety au scris la 1 aprilie 1959 că „Hammer a făcut o treabă bună cu cel mai recent remake. [...] Deși fiecare spectator va avea propria sa idee cu privire la Sherlock Holmes, este greu de criticat interpretarea lui Peter Cushing, care arată, vorbește și se comportă exact în modul acceptat de Sherlock Holmes Society. [...] Regia lui Terence Fisher captează caracterul straniu al atmosferei. [...] Obiectivul lui Jack Asher contribuie, de asemenea, la construirea negurii umede și reci din regiunea Dartmoor”. Această opinie a fost împărtășită de criticii revistei americane de specialitate Harrison's Reports care au afirmat la 13 iunie 1959 că acest film este „o bună melodramă cu Sherlock Holmes. [...] Atmosfera stranie a mlaștinilor pustii și dezolante este eficientă, deoarece contribuie la menținerea unei acțiuni încordate și captivante. [...] Imaginea color este de calitatea întâi”.
Interpretarea lui Sherlock Holmes de către Peter Cushing a obținut elogii critice la vremea apariției filmului: Films and Filming a numit personajul „un Holmes wildeian malițios și morocănos”, în timp ce New York Herald Tribune a scris că „Peter Cushing este un Sherlock Holmes puternic și zelos”. Evaluarea interpretării lui Peter Cushing nu s-a schimbat în decursul timpului: astfel, criticul Wendy Ide scria într-o recenzie a filmului, publicată în anul 2015 în ziarul londonez The Times, că Peter Cushing rămâne unul dintre cei mai mari interpreți ai lui Sherlock Holmes („el este grozav în rolul lui Holmes: aristocratic, aspru și concis, [...] neobosit din punct de vedere intelectual, cu puțin timp pentru delicateți sociale”). În același timp, André Morell a fost lăudat pentru interpretarea mult mai exactă a doctorului Watson, așa cum fusese conceput personajul de Arthur Conan Doyle, spre deosebire de bufonul comic creat de Nigel Bruce, iar Christopher Lee a fost considerat o alegere ideală pentru că a adus personajului o eleganță aristocratică.
Ziarul New York Herald Tribune a descris filmul ca „o plăcută prezentare a legendei”, The Daily Cinema a scris sec că este „frumos făcut”, iar Newsweek l-a lăudat pe Peter Cushing drept „cel mai bun Sherlock Holmes până acum, [...] un Holmes viu, care respiră”. Criticul David Pirie de la revista londoneză Time Out a numit Câinele din Baskerville drept „cel mai bun film cu Sherlock Holmes realizat vreodată și unul dintre cele mai reușite filme ale studiourilor Hammer”. Enciclopedia cinematografică germană Lexikon des internationalen Films descrie astfel acest film: „remake al poveștii clasice cu Sherlock Holmes. O adaptare în spiritul studiourilor Hammer, în care elementul criminalistic este acoperit de o punere în scenă care caută să provoace senzații tari”.
Cu toate acestea, periodicul britanic Monthly Film Bulletin a publicat în aprilie 1959 o recenzie negativă în care susținea că „toate posibilitățile de divertisment proaspete din această poveste foarte ecranizată s-au pierdut aici într-o masă confuză de sânge, intrigi amoroase și muzică de atmosferă”. Recenzia a consemnat, de asemenea, adaptarea lipsită de imaginație, regia neprofesionistă și „interpretările anoste”. Criticul american Bosley Crowther de la The New York Times s-a declarat nemulțumit că atmosfera filmului nu ar fi suficient de sumbră și că fiara demonică nu ar fi prea fioroasă: „Cine a luat decizia de a filma Câinele din Baskerville în strălucitorul Tehnicolor pe platourile bine luminate ale studioului […] a ignorat complet atmosfera esențială a acestei povești misterioase vechi a lui Sir Arthur Conan Doyle. [...] Mai mult decât atât, amenințarea esențială a acelui dulău urlând în mlaștini, așteptând sinistru momentul în care, potrivit legendei, să-și afunde colții în noul și tânărul lord Baskerville, este neglijată aproape complet. În afară de un pic de lătrat din când în când nu avem nicio imagine a acestei creaturi până aproape de sfârșit. Apoi zărim rapid un dog german scurt, care arată oarecum ca animalul de companie al cuiva [...]. În rolul marelui detectiv Peter Cushing este rigid și auster, iar ajutorul său confuz, dr. Watson, este interpretat apatic de André Morell”. Un alt critic britanic, Barry Norman, a spus într-o emisiune de la BBC Television că Peter Cushing „nu a surprins într-o măsură suficientă aerul de aroganță atotștiutoare care era marca marelui detectiv”.
Câinele din Baskerville are în prezent un rating de aprobare de 94% pe site-ul agregatorului de recenzii Rotten Tomatoes, pe baza a 18 recenzii, cu o medie ponderată de 7,8/10. Nu există încă un consens critic cu privire la film.

## Legături externe
- en  Câinele din Baskerville la Internet Movie Database
- en  Câinele din Baskerville (film din 1959)  la Screenonline (website-ul Institutului Britanic de Film)
- ro  Câinele din Baskerville (film din 1959) la CineMagia